# Estela de Vespasiano

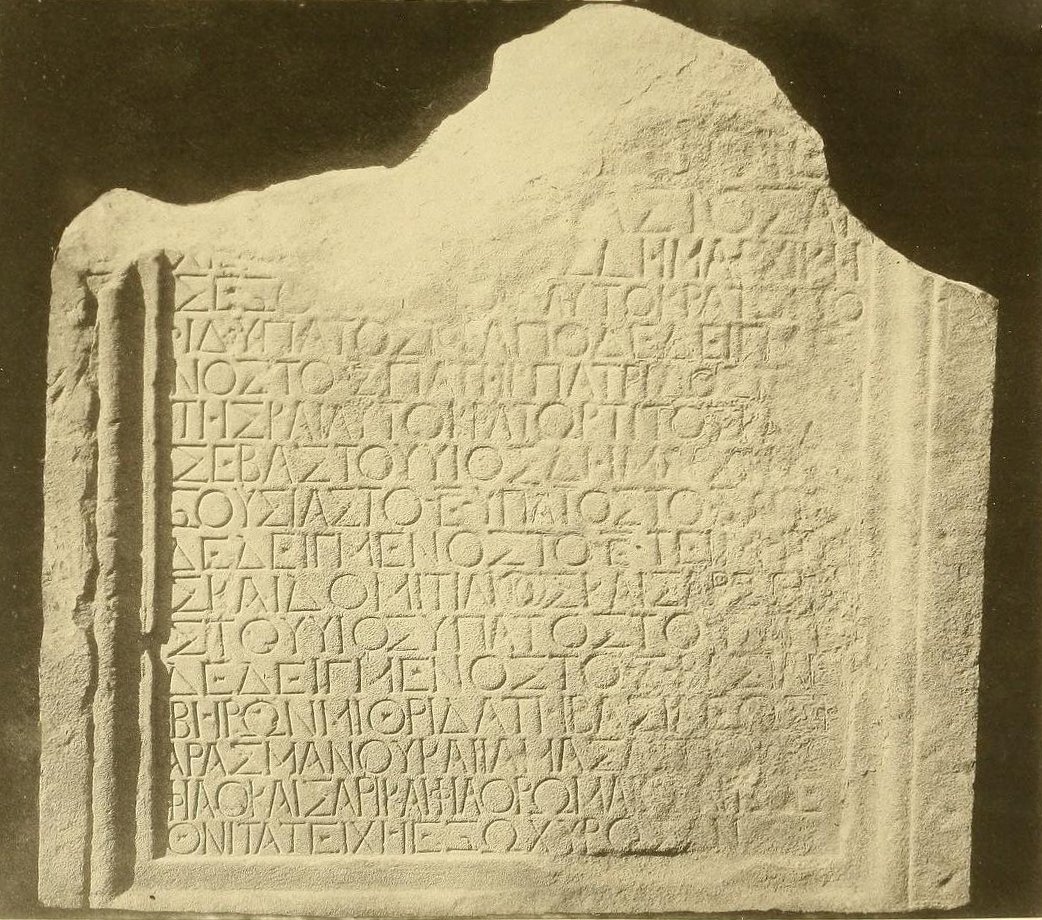
Estela de Armazi

A estela de Armazi de Vespasiano (em georgiano: ვესპასიანეს არმაზის სტელა) é uma estela com inscrições da Grécia Antiga encontrados em 1867 em Armazi, próximo de Misqueta, na antiga capital do Reino da Ibéria. Nela lembra-se a reforma da fortificação dos muros de Armazi pelo imperador romano Vespasiano (r. 69–79). Além disso, a inscrição menciona os imperadores Tito (r. 79–81) e Domiciano (r. 81–96), os reis Farasmanes I (r. 1–58) e Mitrídates I (r. 58–106) e o príncipe Amazaspo.
A inscrição é datada em 75. O topo da estela está perdido. Segundo o professor David Braund, o texto perdido estava em latim ou armázico (desenvolvido do aramaico). Cyril Toumanoff identifica Amazaspo com o rei ibério Amazaspo I (r. 106–116), embora possa ser o príncipe real Amazaspo, filho de Farasmanes I, que é conhecido do Epigrama de Amazaspo encontrado em Roma.

## Inscrição
| “ | Imperador César Vespasiano Augusto, pontífice máximo, mantendo o poder tribunício por 17 vezes, imperador por 14, cônsul por 6, e designado por 17, pai da pátria, censor e imperador Tito César, filho do Augusto, mantendo o poder tribunício por 5 vezes, cônsul por 4 e designado por 5, censor, e Domiciano César, filho do Augusto, cônsul por 3 vezes e designado por 4, para o rei dos ibérios, Mitrídates, filho do rei Farasmanes, e Amazaspo, amigo do César e dos romanos, e para seu povo [ibérios] eles [romanos] fortificaram os muros. | ” |